# Sawu
Sawu (andere Namen: Sawu, Sabu, Sawoe, Havu, Hawu, Hawoe oder Raihawu) ist eine Insel der indonesischen Provinz Ost-Nusa Tenggara. Sie gehört zum Distrikt (Kabupaten) Sabu Raijua und ist Hauptinsel der Sawuinseln.
Sawu liegt im Süden der Sawusee am Übergang zum Indischen Ozean. Im Westen liegt Sumba, im Norden Flores und im Osten Timor und Roti. Südwestlich liegen die kleineren, gleichfalls zu den Sawuinseln gehörenden Nachbarinseln Raijua und Raidana.

## Geographie
Sawu ist 379,9 km² groß und 366 m hoch. Die Insel ist größtenteils mit Grasland und Palmen bedeckt sowie von Sandstränden und Korallenriffen umgeben. Das Klima ist im Großteil des Jahres trocken, da heiße Winde von Australien herüberwehen. 82 % bis 94 % des Regens fallen zwischen November und März zur Zeit des Westmonsuns, von August bis Oktober fällt nahezu kein Regen. Sawu hat eine jährliche Regenfallmenge von 1019 mm.
Die Sawu-Schleiereule ist eine endemische Vogelart auf Sawu. Eine Unterart der Timor-Wasserpython (Liasis mackloti savuensis) kommt ebenfalls auf der Insel vor.

## Vulkanismus
Die Sawuinseln liegen entlang einer tektonischen Subduktionszone, an welcher sich die Indo-Australische Platte nach Norden unter die Eurasische Platte schiebt. Die Inseln liegen auf einem Meeresrücken, der durch vulkanische Aktivität infolge der Plattenbewegungen entstanden ist. Die Vulkane sind aber nicht mehr aktiv. Aufgrund der Subduktion hebt sich Sawu aber immer noch jährlich um einen Millimeter und 1977 kam es 280 km südwestlich von Raijua zu einem großen Erdbeben der Stärke 7,9 auf der Richterskala. Ein Tsunami überschwemmte daraufhin die Ebene bei Seba bis zum Flughafen. Auf den Nachbarinseln Sumba und Sumbawa gab es insgesamt 180 Tote.

## Bevölkerung
Auf Sawu leben etwa 30.000 Menschen. Es gibt enge historische Verbindungen mit dem Hinduismus auf Java und die Einwohner sehen sich als Nachkommen indischer Einwanderer. Praktiziert wird eine traditionelle animistische Religion namens Djingi Tiu. Niederländische Missionare brachten den Protestantismus auf die Sawuinseln, der hier auch noch zu finden ist. Die einheimische Sprache ist Sawunesisch.

## Geschichte

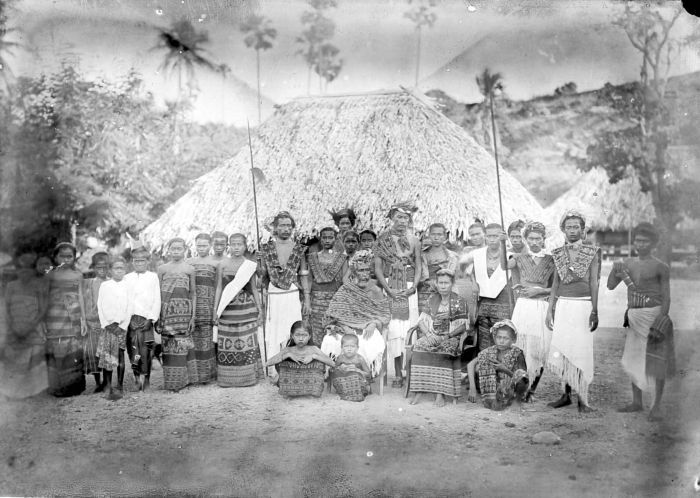
Der Raja von Liae und sein Gefolge um 1900

Die ersten Kontakte mit der Niederländischen Ostindienkompanie (VOC) fanden 1648 statt. 1674 wurde die Besatzung eines niederländischen Schoners im Osten Sawus massakriert. Daraufhin verbündeten sich die Niederländer mit dem Raja von Seba und schickten im folgenden Jahr gegen das Reich von Dimu (Timu) Truppen zur Vergeltung. Die Festung von Hurati mit seinen drei Verteidigungswällen, beim Dorf B'olou, konnte aber nicht eingenommen werden. So begnügten sich die Niederländer mit einer Entschädigungszahlung Dimus in Form von Sklaven, Gold und Mutissala-Halsketten.
Dokumente der VOC berichten, dass Seba bis zu ihrem Tode 1683 von einer weiblichen „Fürstin“ regiert wurde. Ina Tenga wird in diesen Berichten teils sehr detailliert beschrieben, als geehrte, aber nicht besonders aktive Anführerin. Die lokalen mündlichen Überlieferungen erzählen von einer Führerin aus dieser Zeit, namens Ga Lena, die mit den Niederländern gegen Dimu kämpfte. Einheimische Chroniken fehlen aus dieser Zeit, da damals auf der Insel noch keine Schrift verwendet wurde.
1770 besuchte James Cook Sawu und blieb drei Tage, bevor er weiter nach Batavia fuhr. Obwohl der Aufenthalt nur kurz war, verfassten Cook und der mitfahrende Botaniker Joseph Banks einen ausführlichen Bericht über die Insel und ihre Bewohner. Die meisten Informationen erhielten sie vom Repräsentanten der VOC, dem Deutschen Johan Christopher Lange, der bereits seit zehn Jahren auf Sawu lebte.

## Verkehr
Fähren verbinden Sawu mit Waingapu auf Sumba und mit der Provinzhauptstadt Kupang in Westtimor. Außerdem gibt es eine Flugverbindung mit Kupang.